# Euxoa naevula
Euxoa naevula là một loài bướm đêm trong họ Noctuidae.